# Bulgarian Junior Open
Die Bulgarian Junior Open sind im Badminton eine offene internationale Meisterschaft von Bulgarien für Junioren und neben den Bulgarian Juniors das bedeutendste internationale Juniorenturnier in Bulgarien. Austragungen sind seit 2020 dokumentiert.

## Sieger
| Saison | Herreneinzel     | Dameneinzel         | Herrendoppel                 | Damendoppel                        | Mixed                        |
| ------ | ---------------- | ------------------- | ---------------------------- | ---------------------------------- | ---------------------------- |
| 2020   | Mads Juel Møller | Dounia Pelupessy    | Mads Juel Møller Jakob Houe  | Lucía Rodríguez Ania Setién        | Ewgeni Panew Tanja Iwanowa   |
| 2021   | Cholan Kayan     | Tasnim Mir          | Alex Green Nathan Moore      | Anastasiia Boiarun Alena Iakovleva | Egor Borisov Mariia Golubeva |
| 2022   | Shun Saito       | Hina Akechi         | Nge Joo Jie Johann Prajogo   | Rui Kiyama Kanano Muroya           | Daigo Tanioka Maya Taguchi   |
| 2023   | Bharath Latheesh | Raksha Kandasamy    | Jeffrey Chang Kai Chong      | Mia Hundley Stella Pan             | Buğra Aktaş Sinem Yıldız     |
| 2024   | Riyan Malhan     | Kaloyana Nalbantova | Berat Camabz Mert Seven      | Sudenaz Acu Beren Askar            | Buğra Aktaş Sinem Yıldız     |
| 2025   | Riyan Malhan     | Mysha Omer Khan     | Gokay Gol Mehmet Can Töremiş | Aysu Arslan Defne Ilgin Koçak      | Gokay Gol Nisa Nur Cimen     |